# Polig Monjarret
Polig Monjarret, Paul Monjarret à l'état-civil (31 juillet 1920, Pabu - 8 décembre 2003, Ploemeur), est un musicien, collecteur et membre du mouvement breton, créateur de la Bodadeg ar Sonerion, principale association de musique traditionnelle bretonne.
Ses activités se sont aussi portées dans le développement de l'interceltisme, notamment en favorisant la création de jumelages entre des villes bretonnes et des villes irlandaises ou galloises, mais aussi en permettant des échanges culturels via son implication dans le festival interceltique de Lorient ou dans d'autres programmes.

## Biographie

### Enfance et formation
Polig Monjarret naît à Pabu dans la région de Guingamp en 1920. Il passe une partie de son enfance chez ses grands-parents maternels qui tiennent une cidrerie, et où la langue bretonne est utilisée quotidiennement. Il prend des cours chez les Frères de Guingamp à l'école Saint-Léonardoù il apprend aussi le violon. Il découvre également le scoutisme en 1931 chez les catholiques scouts de France du collège Notre-Dame de Guingamp, et y devient chef de patrouille en 1936. La même année il quitte cette organisation pour rejoindre celle laïque des éclaireurs de France dont il fait partie jusqu'en 1940. Après ses études au collège de Guingamp, il travaille avec son père comme menuisier pendant plusieurs années, avant d'aller étudier à Rennes à l'école de beaux-arts de la ville et où il fréquente aussi le cercle celtique de Rennes.

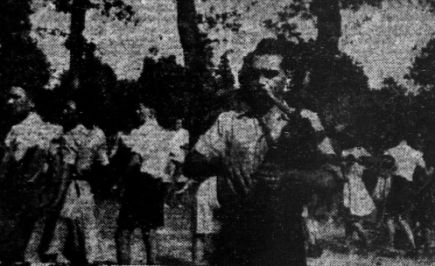
Polig Monjarret intervenant lors d'un camp de jeunesse Polig Monjarret pendant la guerre.

Au début de l'occupation, il travaille dans un centre de jeunesse à Mordelles, près de Rennes, et apprend à l'époque le breton et le biniou. Il quitte celui-ci en mai 1942 lorsque les dirigeants sont sommés de suivre les idées de la Révolution nationale, consécutif au retour de Pierre Laval au pouvoir en avril 1942. Il rentre alors chez ses parents à Guingamp, et monte un camp scout clandestin au château de Tonquédec mais celui-ci n'a pas de suite, et il est pour la première fois inquiété par la Gestapo.

### L'Occupation
Il est approché par Yann Goulet, chef des organisations de jeunesse du Parti national breton, qui y voit une recrue potentiellement intéressante. Son adhésion au groupe lui permet d'échapper au Service du travail obligatoire, et il prend sa carte en novembre 1942. Il adhère même un temps aux Bagadoù Stourm. Il reste inscrit au Parti national breton jusqu'au 19 août 1943, date à laquelle il démissionne, à la suite des propos de Yann Goulet dont il dit être « totalement écœuré » . Pendant cette durée, il assiste à cinq ou six réunions du groupe, dirige le groupe de joueurs de biniou, et ne recrute aucun adhérent ; il signe aussi deux articles pour L'Heure bretonne, qui sont, selon lui, réécrits par Goulet,.
Le 4 juin 1944 il prononce à Vannes une allocution lors d'une fête dans laquelle il s'en prend aux politiciens du mouvement breton et appelle à fraterniser avec les Anglais. Il est par la suite recherché par la Gestapo qui lui reproche un « discours anti-allemand et (…) réunion de maquisards », ainsi que d'avoir la majorité de sa famille dans la Résistance. Il se cache dans le grenier de sa fiancée, Zaïg Le Foll ; il l'épouse en cachette le 10 juillet 1944, à Saint-Brieuc et est arrêté deux ou trois jours plus tard. Il est interrogé à Rennes par la Gestapo qui lui demande de donner les noms de membres de sa famille ayant rejoint le maquis et d'intégrer le Bezen Perrot, ce qu'il refuse. Il est alors interné en Allemagne, et arrive à Innsbruck le 28 juillet 1944 au bout de 18 jours de transports dans des camions ou des wagons à bestiaux. Il est libéré en mai 1945 et regagne Paris en voiture avec six autres prisonniers ; là il y est démobilisé et prend la route de la Bretagne.
À son retour en Bretagne, il apprend par son père qu'il fait l'objet de recherche par la gendarmerie. Sur le conseil de celui-ci, il se présente le 2 juin 1945 à la gendarmerie de Saint-Brieuc. Il est alors emprisonné à Rennes ; son procès se tient le 30 octobre 1945. Il est relaxé le même jour par la cour.

### Après-guerre
En dehors de ses activités liés à la musique bretonne, Monjarret se met en retrait à plusieurs reprises. Il passe ainsi une année à partir d'avril 1955 à Abidjan en Côte d'Ivoire à travailler dans les chantiers de construction navale. À son retour il s'installe à Lorient avant de recommencer peu à peu à s'impliquer dans l'association des sonneurs de binious. À cette époque, ses activités de tapissier l'amènent à travailler pendant quatorze mois à Saint-Nazaire, notamment sur le chantier du France, dont il assure au Havre l'entretien pendant les sept années suivantes des tapisseries, murs et sols.
Il reste échaudé par son expérience politique lors de son passage au Parti national breton pendant la guerre, et reste en dehors de toute politique partisane après celle-ci. Il se montre aussi critique d'autres branches du mouvement breton, déclarant ainsi en 1998 : « Si chacun, dans son domaine, avait fait aussi bien que la BAS a fait pour la musique bretonne, la langue et les autres composantes du patrimoine breton en seraient, aujourd'hui, à un stade plus avancé »
Il a aussi trois filles, Soazig, Gwenola, et Nolwenn. Cette dernière est chanteuse de musique bretonne et a publié plusieurs albums.

## Renouveau de la musique bretonne

### Bagadoù

#### Débuts de la Bodadeg ar Sonerion

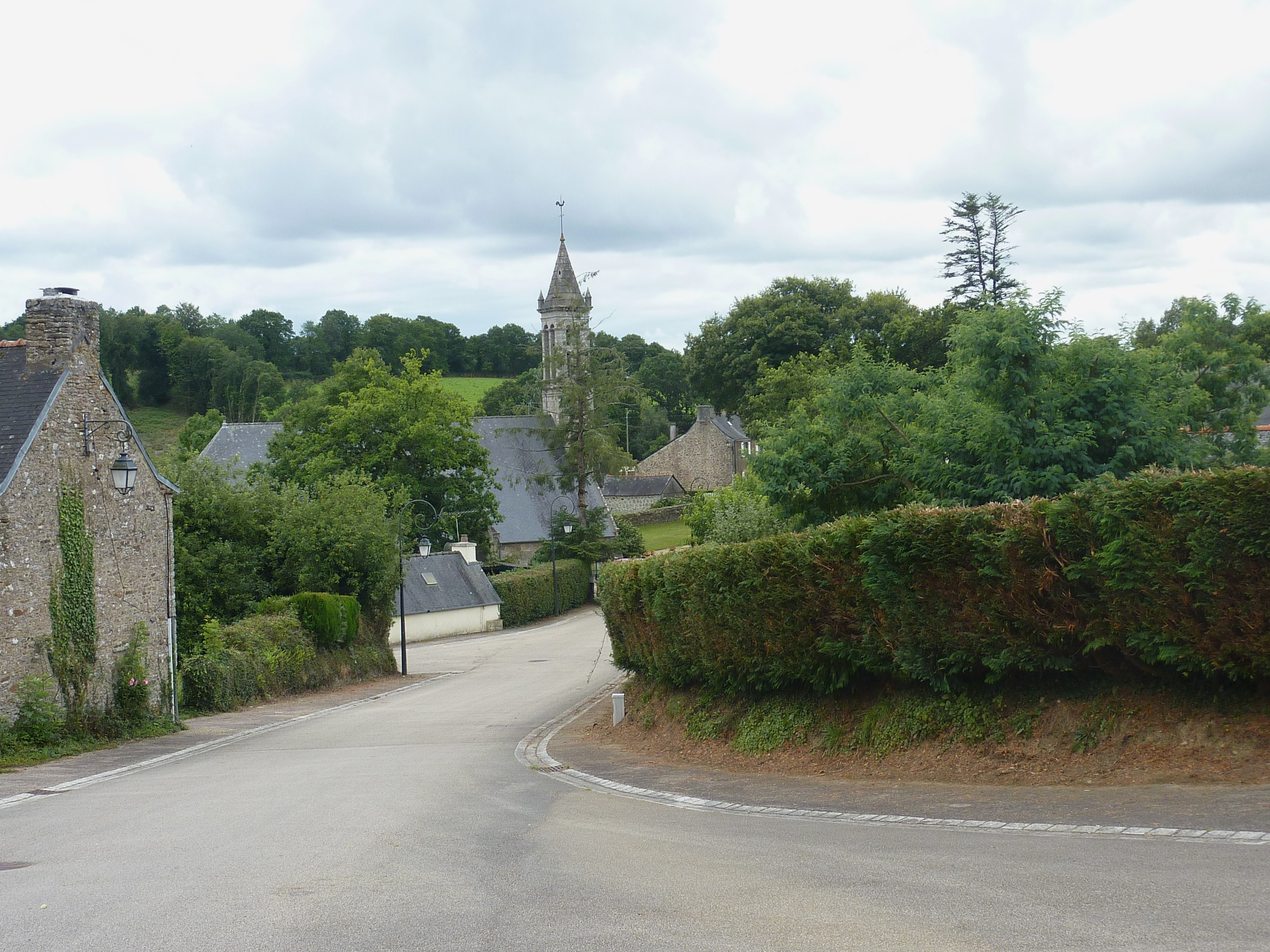
Locmaria-Berrien où Monjarret prend conscience en 1942 des spécificités de la musique traditionnelle bretonne.

Il acquiert une bombarde auprès du luthier Dorig Le Voyer en 1940 après l'avoir entendu jouer au cercle celtique de Rennes qu'il fréquente à l'époque. Ce dernier lui apprend les bases de l'instrument en se rendant chez lui à Mordelles dans la région de Rennes, et ils forment rapidement un couple biniou-bombarde. À l'occasion d'un mariage en mars 1942 à Locmaria-Berrien, invité par Loeiz Ropars, il prend conscience des différences existantes entre la musique classique qu'il connaît, et la musique traditionnelle, utilisant une gamme naturelle et transmise à l'écoute de musicien à musicien.
Avec Dorig Le Voyer, il commence à envisager la création d'une association regroupant les sonneurs de la région, ce dernier ayant déjà participé à la création d'un groupe semblable dans la région parisienne en 1932. En novembre 1942 il obtient les noms d'une soixantaine de sonneurs et tente de les contacter pour leur faire part de son projet, mais en raison de la guerre ne parvient à en rencontrer qu'un nombre limité. La Bodadeg ar Sonerion est effectivement créée en 1943 et officialise son existence à Rennes lors du quatrième congrès de l'Institut celtique de Bretagne le 23 mai 1943 ; Monjarret en devient le secrétaire.
Le développement de l'association doit composer avec les exigences matérielles de la guerre. Début juin 1944, celle-ci rassemble déjà cent-cinq membres. Monjarret commence dès cette période à se concentrer sur la formation des futurs cadres des groupes, influencé par ses expériences chez les scouts. En septembre 1943 il organise ainsi un premier camp-école au Château de Kerriou à Gouezec avec vingt-trois élèves venus de tout le Finistère.

#### Structuration et développement après-guerre

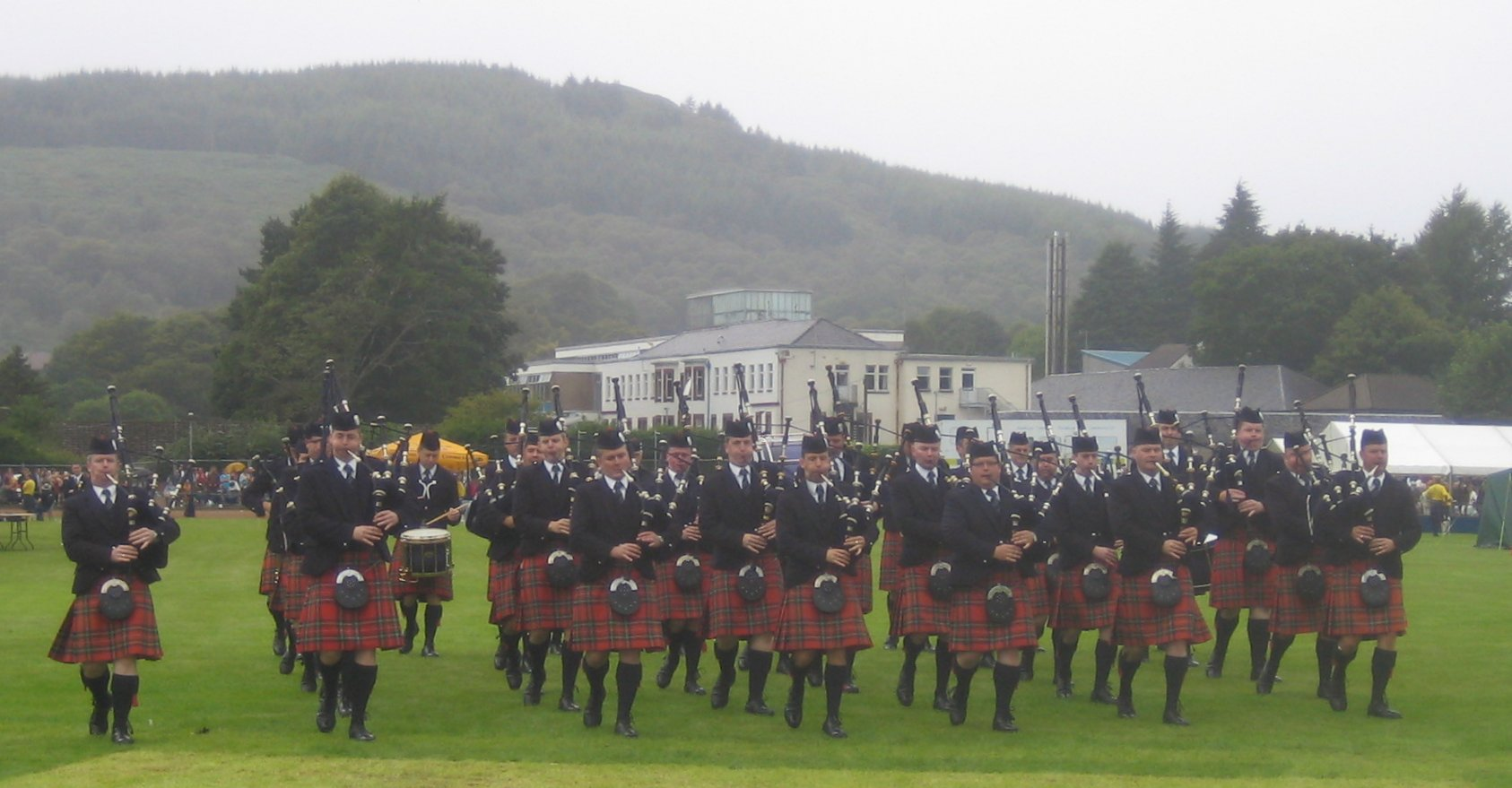
Le City Police Pipe Band de Glasgow rencontré en 1947 sert d'inspiration pour la création des bagadoù.

La relance de l'association se fait dans un contexte compliqué, certaines composantes du mouvement breton ayant participé à la collaboration. L'association est cependant déclarée conforme à la loi de 1901 sur les associations et enregistrée le 31 mars 1946. Monjarret écrit aux membres que comptait l'association pendant la guerre, n'obtenant qu'une vingtaine de réponses. La BAS se développe et compte plus de trois cents membres à la fin de la même année. En 1947, lors d'un congrès du Sao Breiz pendant lequel il est invité à jouer, il voit se produire le City Police Pipe Band de Glasgow qui lui fait forte impression et dont il s'inspire pour mettre en place des bagadoù.
Il déménage à Carhaix en novembre 1947 et y fréquente le cercle celtique local. Il propose à ses membres de créer le premier bagad. Il contacte Dorig Le Voyer pour qu'il leur fournisse en priorité ses instruments. Ce premier ensemble rassemble alors des cheminots de la région, la ville étant à l'époque au centre du Réseau breton. Il aide aussi à la création d'autres groupes à l'époque, comme le bagad Kemper en 1949, ou au développement de ceux-ci, comme le bagad de Lann-Bihoué à la fin des années 1950.
Son action se porte aussi sur la création et le développement de concours et de festivals rassemblant ses ensembles. Il aide ainsi en 1947 à relancer le festival de Cornouaille à Quimper qui est alors porté par François Bégot, Pierre Jakez Hélias et Jo Halleguen. En 1953 le festival international des cornemuses est créé à Brest pour fêter le dixième anniversaire de la Bodadeg ar Sonerion dont il est président. Lorsqu'un conflit éclate entre le BAS et la mairie de Brest, il prend contact avec la mairie de Lorient pour y transférer ce festival, ce qui aboutit à la création en 1971 du festival interceltique de Lorient.
Il quitte la BAS en 1982 à l'âge de 62 ans après en avoir été le secrétaire pendant 18 ans, et le président pendant 22 ans.

### Collecteur d'airs
Il a laissé une œuvre importante pour le patrimoine musical breton en collectant auprès des musiciens, directement ou via des correspondants locaux, des airs traditionnels. Cette collecte commence à partir de 1946 ; il archive au fil des années près de cinq mille titres. Les airs qu'il collecte passent par le censeur musical de la BAS, Joseph Le Penven, chargé de départager les airs bretons des autres. Jugeant que celui-ci opère un tri trop rigide, Monjarret conserve rapidement tout ce qu'il collecte. À partir de 1954, il effectue son travail de collecte au moyen d'un magnétophone, suscitant des risques pour leur conservation, principalement dans le Vannetais.
La valorisation de ce patrimoine populaire s’effectue de plusieurs manières. Sa femme Zaïg qui pendant la guerre chante déjà avec ses sœurs dans la chorale de Jef Le Penven en enregistre une partie sur disques, et utilise ce fonds pour son répertoire de chants. Il crée aussi en 1973 le Kan ar Bobl, un concours de chants traditionnels, et participe plus tard à la création du conservatoire de musique traditionnelle Amzer Nevez à Ploemeur. En 1984, il publie Tonioù Breizh Izel, « Musique populaire de Basse Bretagne », recueil de quelque 2 365 airs qu'il a recueillis en Basse-Bretagne de 1941 à 1953. Un second tome est publié en 2003, réunissant des airs collectés plus tard, ainsi que des airs contemporains et des compositions récentes. Les airs de ce volume sont adaptés au jeu traditionnel par Monjarret lui-même, ainsi que par Josick Allot et par André Le Meut. Des chants de création contemporaines dont les thématiques s'inspirent notamment d'évènements comme la prise de la préfecture de Morlaix, le CELIB ou l'Affaire de Plogoff figurent aussi dans son travail de collecte.

### Kendalc'h
Polig Monjarret a aussi travaillé dans le domaine des danses bretonnes. Il est secrétaire de la fédération culturelle Kendalc'h en 1950, alors dirigée par Yvonig Gicquel, dont la BAS est membre. Une divergence entre lui et Gicquel aboutit au départ des bagadoù et de leurs cercles celtiques de cette fédération. C'est ainsi qu'est créé War 'l leur pour permettre à ces derniers de concourir.

## Interceltisme

### Pays de Galles
Il se rend au Pays de Galles pour la première fois en 1947, invité par l'association galloise Y Urdd, où il rencontre pour la première fois Gildas Jaffrennou qui vit alors à Harlech. Par la suite, il aide dans les années 1980 à la mise en place de jumelage entre des communes du pays avec la Bretagne, notamment avec des communes du pays léonard, en prenant exemple sur des jumelages du même type passés avec des villes d'Irlande.

### Irlande
Ses relations avec l'Irlande commencent à partir de 1949 lorsqu'il fait la connaissance du secrétaire de la Pipers Association, venu en Bretagne pour participer à un camp de sonneurs à Fouesnant. Il reprend contact avec celui-ci lorsque sa fille de dix-mois attrape la poliomyélite et qu'il ne parvient pas à la faire soigner en France. Son traitement pendant six mois dans un hôpital de Dublin et son transport sont alors pris en charge par des Irlandais. Il garde contact, et effectue selon ses dires plus de 200 voyages en Irlande entre les années 1960 et sa mort, en développant plusieurs types d'échanges.
Il contribue à développer les jumelages entre la Bretagne et l'Irlande. Le CELIB qui a lancé un comité Bretagne-Irlande en 1964 le charge de re-dynamiser celui-ci en 1972 en le nommant responsable des relations publiques du comité, et en le chargeant de développer les jumelages entre villes bretonnes et irlandaises. Il parvient alors à convaincre les responsables de la Brittany Ferries d'ouvrir une ligne de ferry directe entre Roscoff et Cork en 1978. La société va par la suite lui donner des facilités pour développer ces jumelages et échanges entre les deux pays. La première charte de jumelage est signées en 1975 entre Lorient et Galway à la suite des actions de Polig, et celui-ci est rapidement contacté par d'autres municipalités pour mettre en place des programmes du même type. Le succès est tel qu'il doit faire appel à des délégués départementaux pour mettre en place ces jumelages dans les années 1980. Le comité Bretagne-Irlande contribue ainsi par l'action de Monjarret à mettre en place plus d'une centaine de jumelages entre la Bretagne et l'Irlande.
Ses interventions portent aussi sur le plan culturel. Il assiste à la finale du Fleadh Cheoil en août 1972, concours de chants et de musique traditionnelle, ce qui lui inspire la création du Kan ar Bobl lors de l'édition 1973 du festival interceltique de Lorient.

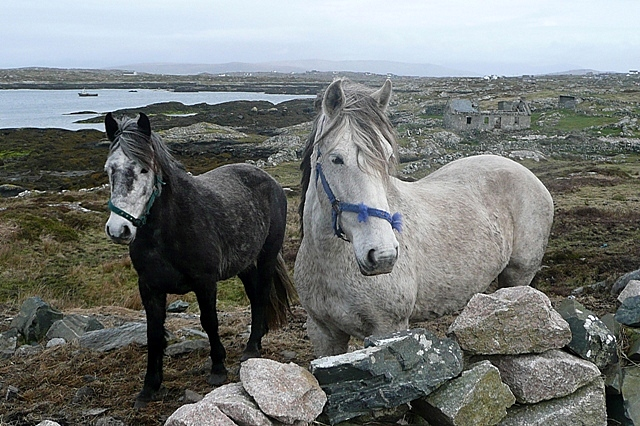
Polig est à l'origine de l'introduction de poneys du Connemara à partir des années 1970.

En 1974, il ramène d'Irlande trois poneys du Connemara. Après la publication d'un article dans la revue Paysan Breton et une prise de contact avec le directeur des haras de Lamballe, il commence une activité d'importation qui concerne, durant plusieurs années, un total d'une centaine de bêtes. 
Polig Monjarret est aussi à l'origine de la création en 1971 du « Secours populaire interceltique », à la suite de discussions avec l'auteur irlandais Liam O'Flaherty. Il s'agit d'une association dont le but est d'aider les Irlandais, à la suite de l'intensification du conflit nord-irlandais à partir de la fin des années 1960. Du soutien matériel est ainsi fourni aux familles irlandaises, et près de deux mille enfants sont accueillis par ce biais dans des familles bretonnes. L'action de cette association aide à faire connaitre la Bretagne en Irlande, à une époque où la région y est mal connue, et réciproquement.

### Galice
Il a aussi permis le développement d'échanges culturels avec la Galice à la suite de sa rencontre de Álvaro Cunqueiro en 1964. Il participe ainsi à l'encrage de Carlos Núñez en Bretagne, lorsque ce dernier est invité un soir à jouer pour Polig et Paddy Moloney des Chieftains, alors qu'il n'a encore que seize ans et qu'il est de passage au conservatoire de musique traditionnelle à Ploemeur. Ses contributions lui valent en 2012 l'obtention de l'Orden de la Vieira à titre posthume.

## Postérité

### Hommages

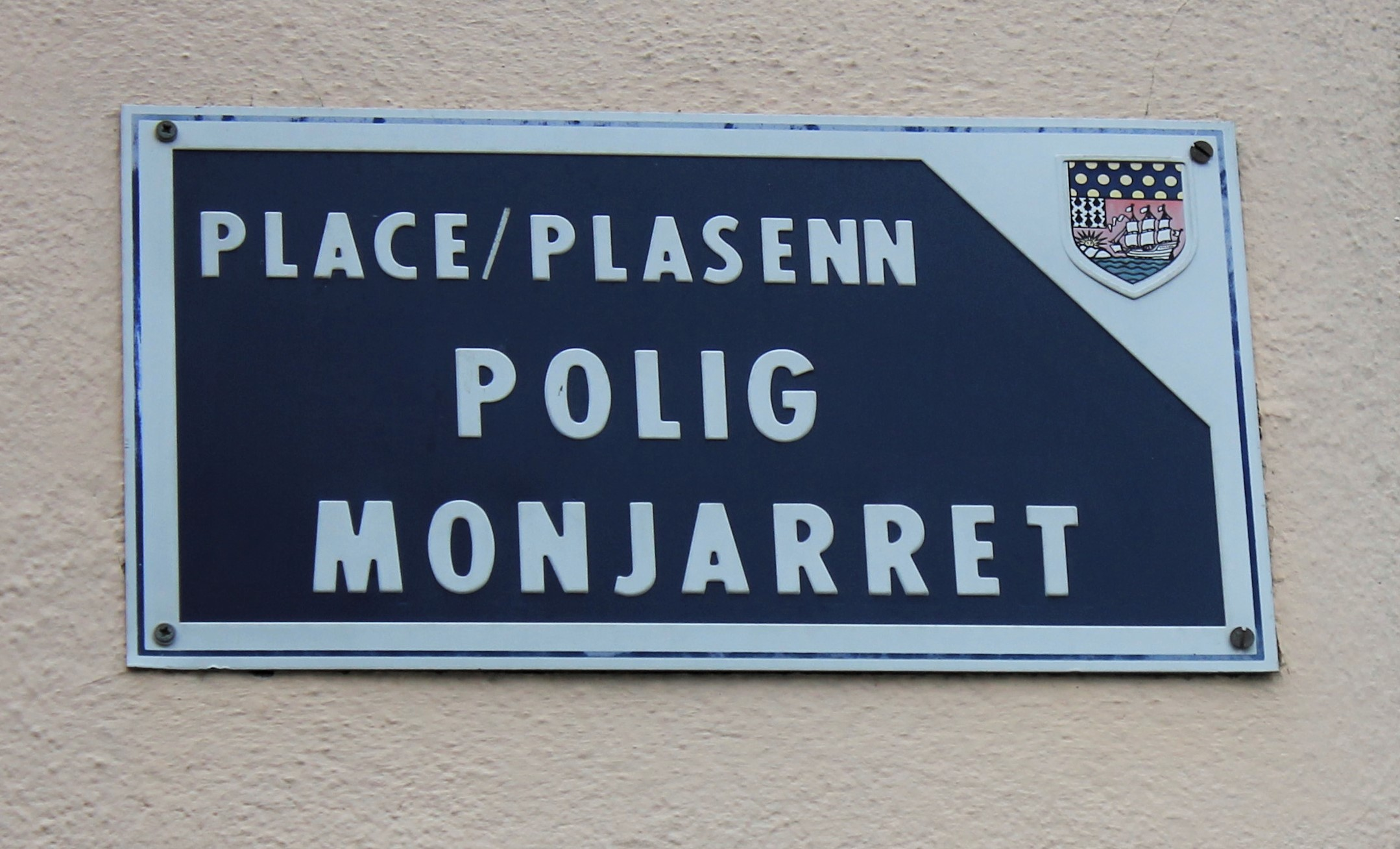
Une place porte son nom à Lorient.

Il meurt en 2003, et ses funérailles célébrées à Larmor-Plage le 11 décembre 2003 sont suivies par un millier de personnes, dont des hommes politiques comme Jean-Yves Le Drian, président PS de la région Bretagne, ou des artistes comme Alan Stivell ou Yann-Fañch Kemener.
Après sa mort, Gilles Servat compose une chanson à sa mémoire qu’il intitule « le Général des Binious ». Des bagadoù lui ont aussi rendu hommage.
Son nom a été donné à plusieurs lieux en Bretagne. Une statue de Polig Monjarret a été inaugurée le 3 août 2008, à Lorient, Place Polig Monjarret, en présence de centaines de personnes, au premier rang desquels le Président du Conseil régional de Bretagne, Jean-Yves Le Drian, et le maire de Lorient, Norbert Métairie. Les villes de Carhaix, où il a créé le premier bagad, et de Quimper et Guingamp, où il a vécu, ont aussi donné son nom à des places ou à des rues,,.

### Polémiques
Plusieurs associations comme la « Libre-pensée du Morbihan » ont tenté de s'opposer en 2008 à l'inauguration de sa statue à Lorient, cette dernière le qualifiant de « Collaborateur résolu des nazis », en disant se fonder sur les travaux de l'historien Kristian Hamon. Ce dernier réfute cependant la véracité de cette accusation dans un livre en 2001, rappelant le manque de crédibilité des sources utilisées pour soutenir cette thèse, position qu'il maintient lors d'un colloque en 2011 organisé par Ouest-France, lors duquel il demande à « ne pas raconter n’importe quoi », rappelant le caractère illégal de ces accusations, et juge la polémique créée « assez malsaine ».
La « Libre-pensée du Morbihan » tente de nouveau avec d'autres associations en 2011 de s'opposer à l'utilisation du nom de Polig Monjarret, cette fois pour un collège dans la région de Vannes,. Leurs actions se heurtent à une opposition locale, des associations comme l'Institut culturel de Bretagne ou Petra Neue, ou encore la maire divers-gauche de la commune soutenant cette appellation. Les filles de Polig Monjarret, touchées par la polémique lancée, demandent alors à la maire de retirer la proposition, ce qui est fait en janvier 2012. Cette dernière déclare alors « Ce qui s’est passé est honteux, je suis dégoûtée par la façon dont des faits historiques ont été déformés par certains (...) Il a suffi d’une rumeur lancée sur internet »,.

## Publications
- Yaouankiz a gan, 15 chants bretons harmonisés, Kendalc'h, 1951
- C'houez er Beuz, 80 airs pour biniou et bombarde, B.A.S. 1953
- Tonioù Breizh Izel
  - Tome 1, 1984, B.A.S.
  - Tome 2, 2003, réédité par Dastum en 2005,  (ISBN 2908604086)
  - Tome 3, Kanaouennoù Breizh 3, Dastum, 2013 (posthume),  (ISBN 2908927500)
- Polig an diaoul - 1- Souvenirs d'un chenapan trégorois Coop Breizh, 1997,  (ISBN 2-909924-90-4)
- Douze contes pour Youna, Coop Breizh, 1999,  (ISBN 284346093X)
- 30 Vloaz Festival Plinn du Danouet, Dastum, 2003,  (ISBN 2908604124)

## Film
- Polig Monjarret, l'enfant du diable, film documentaire de Philippe Guilloux, 2020[54]